# Cyanopepla submacula
Cyanopepla submacula là một loài bướm đêm thuộc phân họ Arctiinae, họ Erebidae.